# Топљење нуклеарног језгра
Топљење језгра нуклеарног реактора представља хаварију нуклеарног реактора и спада међу најозбиљније врсте нуклеарних несрећа. Језгро представља фисиони материјал у облику полуге који при великој температури може изгубити чврстину и истопити се. 

## Узроци
Када се језгра реактора почну топити, фисиони материјал се спушта на дно реакторске коморе. То се дешава услед немогућности одвођења топлоте коју језгро производи (при чему реактор може бити и искључен, јер језгро производи топлоту распадима). Врло лако може доћи до експлозије услед великог притиска водене паре или водоника. Водоник и цирконијум-диоксид настају тек након почетка топљења нуклеарног језгра, хемијском реакцијом воде и металних легура на бази цирконијума из контролних шипки реактора.

## Последице
Топљење нуклеарног језгра се сматра веома озбиљном несрећом, јер због топљења или експлозије коморе нуклеарног реактора, може доћи до испуштања радиоактивних материја у атмосферу или у тло, и до трајног загађења великог подручја радиоактивним материјалом. По ИНЕС скали, се катастрофе са топљењем нуклеарног језгра класификују у ниво 4 и више.

### Контаминација
Изван постројења нуклеарних електрана, радиоактивни материјал може изаћи на више начина:
- У молекулима водене паре и других аеросола или у облику племенитих гасова, који из нуклеарне електране доспевају у ваздух услед контролисаног испуштања из коморе реактора, због смањења притиска у комори реактора као превенција од експлозије.
- Везан за честице чврстих материјала (нпр. графит) који у ваздух доспевају услед експлозије коморе реактора проузрокованом великим притиском водене паре или водоника или другом врстом уништавања коморе реактора.
- Као дио коријума (Corium), истопљеног нуклеарног језгра, помешаног са другим истопљеним материјалима (челик, бетон, итд.). Тако истопљено нуклеарно језгро, зависно од геолошких особина тла, трајно контаминира тло и може доспети до подземних вода или мора и тако проузроковати контаминацију већих размера.[1]

Зависно од типа нуклеарног реактора при топљењу нуклеарног језгра се између осталих, ослобађају и следећи радиоактивни елементи:
- Плутонијум (239) са временом полураспада од 24.110 година
- Цезијум (137) са временом полураспада од 30,17 година
- Јод (131) са временом полураспада од 8,02 дана

## Познатији случајеви топљења нуклеарног језгра
Топљење нуклеарног језгра се до сада догодило неколико пута на совјетским, односно руским нуклеарним подморницама. На копну су се догодила два озбиљна инцидента у цивилним нуклеарним електранама – године 1978. на Острву Три Миље у Пенсилванији, те године 1986. у Чернобиљу. Пре тога су у 1950-им забележени мањи, ограничени случајеви у нуклеарним електранама у Канади, САД и Уједињеном Краљевству.

## Сигурност нуклеарних електрана
Могућност избијања ове врсте катастрофе је један од главних аргумената противника нуклеарне енергије који је поготово добио на снази након чернобиљске катастрофе. Под њиховим притиском дошло је до затварања нуклеарних електрана у многим земљама, односно до великих напора да се произведу нови модели нуклеарних реактора (треће генерације) где би ризик топљења био сведен на најмању могућу меру.